# Псамтик III

Псамтик III (или Псаметих III; умро 525. п. н. е.) је био египатски фараон, припадник Двадесетшесте египатске (саиске) династије. Владао је од 526. до 525. године п. н. е. 

## Владавина
Псамтик је био син и наследник фараона Амазиса. Одбијање Амазиса да испуни захтеве персијског цара Камбиза довело је до избијања рата. Амазис је умро током Камбизових припрема за поход. Поход је покренут 525. године п. н. е. Псамтик није искористио грчке најамнике за борбу против Камбиза. Када је инвазија отпочела, Поликрат, владар Самоса, прикључио се непријатељу. Одлучујућа битка вођена је код Пелузија, на најисточнијем рукавцу Нила. Египћани су тешко поражени након чега Камбиз опседа Мемфис у којем се Псамтик склонио. Након краће опсаде, град се предао. Камбиз је убио Псамтиковог сина, а њега самог одвео у Сузу. Када је откривено да кује заверу против Камбиза, Псамтик је убијен.